# رأی‌دهنده کم‌اطلاع
رأی‌دهنده کم‌اطلاع یا رأی دهنده با اطلاعات غلط، کسانی هستند که در مورد مسایل اطلاعات کافی ندارند ولی ممکن است رای بدهند. این عبارت عمدتاً در آمریکا استفاده می‌شود و از میانهٔ دههٔ ۱۹۹۰ رایج شده است.
دیدگاه‌های ایدئولوژیک بیشتر رای‌دهندگان کم اطلاعات نسبت به رای‌دهندگان با اطلاعات به میانه‌روی بیشتر گرایش دارد. احتمال این که رای‌دهندگان کم اطلاع رای بدهند کمتر است، و آنها گرایش بیشتری نسبت به رای‌دهندگان با اطلاعات دارند تا رأی سرگردان بدهند و در انتخابات‌های همزمان به گروه‌های متضاد رای بدهند. پژوهشگران دلیلش را این می‌دانند که رای‌دهندگان کم اطلاع ترجیحات ایدئولوژیک مشخصی در خود توسعه نداده‌اند.